# نادي غاما
نادي غاما الرياضي (بالبرتغالية: Sociedade Esportiva do Gama) نادي كرة قدم برازيلي يلعب في دوري الدرجة الثالثة. تم تأسيس النادي في سنة 1975.